# Volta a Sèrbia
La Volta a Sèrbia (oficialment Tour de Serbie; en serbi Trka kroz Srbiju) és una cursa ciclista per etapes que es disputa anualment a Sèrbia durant el mes de juny. La primera edició es disputà el 1939 i a excepció del període comprés entre el 1941 i 1962 s'ha disputat de manera ininterrumpuda fins a l'actualitat. Des del 2005 forma part del calendari UCI Europe Tour amb una categoria 2.2. El iugoslau Mikos Rnjakovic, amb quatre victòries, és el ciclista amb més triomfs.

## Palmarès

### Fins al 2004
| - 1939: August Prosenik - 1940: Janez Peternel - 1941-1962: No es disputà - 1963: Jozef Vávra - 1964: Jože Valenčić - 1965: Radoš Čubrić - 1966: Andrej Boltežar - 1967: Ryszard Zapała - 1968: Jan Vávra - 1969: Břetislav Souček - 1970: Radoš Čubrić - 1971: Cvitko Bilić - 1972: Petr Hladík - 1973: Cvitko Bilić - 1974: Jože Valenčič | - 1975: Jiří Bartolsik - 1976: Jože Valenčič - 1977: Drago Frelih - 1978: Drago Frelih - 1979: František Kundert - 1980: Drago Frelih - 1981: Bojan Ropret - 1982: Dragić Borovićanin - 1983: Mladen Lojen - 1984: Gorazd Penko - 1985: Mikoš Rnjaković - 1986: Janez Lampič - 1987: Rajko Čubrić - 1988: Rajko Čubrić - 1989: Robert Šebenik | - 1990: Mikoš Rnjaković - 1991: Mikoš Rnjaković - 1992: Zoran Ilić - 1993: Andrei Kokorin - 1994: Alexei Sivakov - 1995: Oleksandr Fedenko - 1996: Mikoš Rnjaković - 1997: Saša Gajičić - 1998: Robert Pintarič - 1999: Kjell Carlström - 2000: Aleksandar Nikačević - 2001: Saša Gajičić - 2002: Aleksandar Nikačević - 2003: Jacek Walczak - 2004: Koji Fukushima |

### A partir del 2005
| Any  | Vencedor               | Segon              | Tercer                |
| ---- | ---------------------- | ------------------ | --------------------- |
| 2005 | Matija Kvasina         | Hrvoje Miholjević  | Yuri Trofímov         |
| 2006 | Ivailo Gabrovski       | Yuri Trofímov      | Aleksandr Khatuntsev  |
| 2007 | Matej Stare            | Radoslav Rogina    | Matija Kvasina        |
| 2008 | Matija Kvasina         | Radoslav Rogina    | Eddy Ratti            |
| 2009 | Davide Torosantucci    | Žolt Der           | Ivailo Gabrovski      |
| 2010 | Luca Ascani            | Matej Mugerli      | Esad Hasanović        |
| 2011 | Ivan Stević            | Michael Rasmussen  | Matthieu Converset    |
| 2012 | Stefan Schumacher      | Sergey Rudaskov    | Alexander Prishpetniy |
| 2013 | Ivan Stević            | Piotr Kirpsza      | Patrik Tybor          |
| 2014 | Jaroslaw Kowalczyk     | Clemens Fankhauser | Sergey Nikolaev       |
| 2015 | Ivan Savitskiy         | Sergey Pomoshnikov | Artem Topchanyuk      |
| 2016 | Matej Mugerli          | Alex Turrin        | Matija Kvasina        |
| 2017 | Charalampos Kastrantas | Luca Chirico       | Anton Ivashkin        |
| 2018 | Nicolás Tivani         | Yauhen Sobal       | Cristian Raileanu     |
| 2019 | Enrico Salvador        | Moran Vermeulenr   | Alexandr Ovsyannikov  |
| 2020 | Martin Haring          | Jaime Castrillo    | Emanuel Piaskowy      |
| 2021 | Jean Goubert           | Yauhen Sobal       | Tristan Delacroix     |
| 2022 | Dawit Yemane           | Adne van Engelen   | Elia Carta            |
| 2023 | No disputada           | No disputada       | No disputada          |
| 2024 | Quinten Veling         | Jaka Marolt        | Matic Žumer           |